# Phorusrhacos

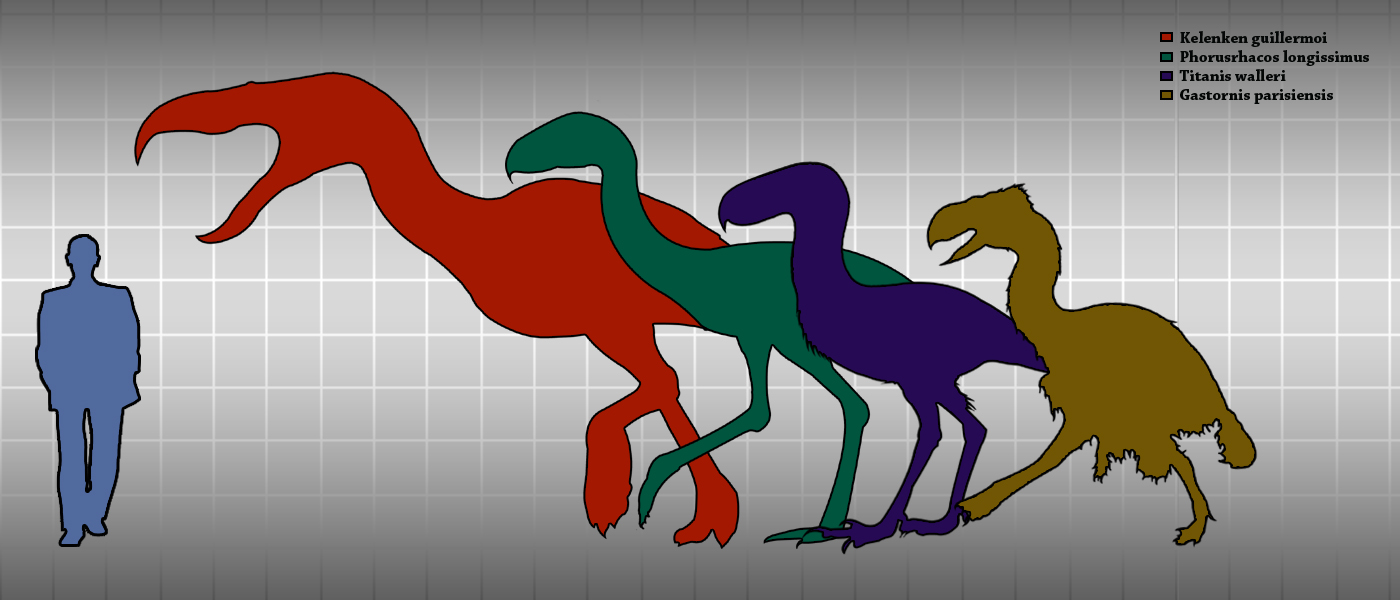
Phorusrhacos (verde) Kelenken (vermelho), Titanis (azul) e Gastornis (laranja), em comparação com um humano.

Phorusrhacos foi um gênero de aves predatórias gigantes que viveram na Patagônia, que contém a única espécie de Phorusrhacos longissimus. Os seus parentes mais próximos que vivem até a atualidade são as aves seriemas. Porém o Phorusrhacos era muito maior do que o seriemas, e parecia mais com um avestruz em aparência. Estas aves viviam em florestas e pastagens.
Entre os ossos encontrados na Formação de Santa Cruz (principalmente de meados da era Miocena) estão uma mandíbula encontrada por Florentino Ameghino (1887), primeiramente descrita como o edentate de um mamífero. Em 1891, foi reconhecida como um pássaro. Outros restos conhecidos provém de várias localidades da Província de Santa Cruz, da Argentina.
O Phorusrhacos possuía em torno de 2,5 metros de altura e pesava aproximadamente 130 kg (Alvarenga & Höfling, 2003). Foi apelidado de "Pássaro do Terror" por razões óbvias, ele foi uma das maiores aves carnívoras que já existiram, juntamente com o Titanis, e suas asas rudimentares eram estruturas com garras moldadas como um gancho de carne para atacar presas, que eram então mortas com o enorme bico. Ele corria ao longo dos planaltos e colinas gramadas da Patagônia, se alimentando de pequenos mamíferos, pequenos répteis e carniça. Pensa-se que o pássaro agarrava sua presa com o seu bico e batia-o no chão várias vezes como seus parentes modernos, os seriemas. Ele tinha uma enorme crânio de até sessenta centímetros de comprimento. A estrutura do bico e as grandes garras nos dedos mostram que era uma ave de rapina.

## Sinônimos
O Phorusrhacos longissimus tem sido descrito com um grande número de sinônimos:
Sinônimos de gênero:
- Phorusrhacos Ameghino, 1887
- Phororhacos Ameghino, 1889
- Mesembriornis Moreno, 1889
- Stereornis Moreno & Mercerat, 1891
- Darwinornis Moreno & Mercerat, 1891
- Owenornis Moreno & Mercerat, 1891
- Titanornis Mercerat, 1893
- Callornis Ameghino, 1895
- Liornis Ameghino, 1895
- Eucallornis Ameghino, 1901
- The name is commonly misspelled "Phorusrhacus".

Sinônimos de espécie:
- Phororhacos longissimus Ameghino, 1889
- Stereornis rollieri Moreno & Mercerat, 1891
- Stereornis gaundryi Moreno & Mercerat, 1891
- Mesembriornis studeri Moreno & Mercerat, 1891
- Mesembriornis quatrefragesi Moreno & Mercerat, 1891
- Darwinornis copei Moreno & Mercerat, 1891
- Darwinornis zittelli Moreno & Mercerat, 1891
- Darwinornis socialis Moreno & Mercerat, 1891
- Owenornis affinis Moreno & Mercerat, 1891
- Owenornis lydekkeri Moreno & Mercerat, 1891
- Phororhacos sehuensis Ameghino, 1891
- Phororhacos platygnathus Ameghino, 1891
- Titanornis mirabilis Mercerat, 1893
- Callornis giganteus Ameghino, 1895
- Liornis floweri Ameghino, 1895
- Eucallornis giganteus Ameghino, 1901
- Liornis minor Dolgopol de Saez, 1927

As espécies Phororhacos inflatus, porém, tem sido classificadas como o gênero Patagornis.